# Гінкго Ігнатія Браницького
Гі́нкго Ігна́тія Брани́цького — ботанічна пам'ятка природи місцевого значення в Україні. Під охороною знаходиться дерево ґінко дволопатеве.

## Розташування
Пам'ятка природи розташована в місті Заліщики Тернопільської області, у північній частині парку-пам'ятки садово-паркового мистецтва «Заліщицький парк».

## Статус
Статус надано в 2012 році рішенням Тернопільскої обласної ради № 1448 від 23 жовтня 2012 року з ініціативи Київського еколого-культурного центру.

## Характеристика
Площа пам'ятки природи — 0,04 га. Обхват дерева 3,65 м. Висота 20 м. Вік 180 років